# Yannick (prénom)
 (mars 2021).
Si vous disposez d'ouvrages ou d'articles de référence ou si vous connaissez des sites web de qualité traitant du thème abordé ici, merci de compléter l'article en donnant les références utiles à sa vérifiabilité et en les liant à la section « Notes et références ».
Pour les articles homonymes, voir Yannick.
Yannick ou Yannig (le « ck » n'existe pas en breton), est un prénom breton masculin, devenu mixte en français par confusion.
Il se compose du prénom breton Yann, équivalent de Jean, et du diminutif -ig, et correspond aux prénoms à terminaison diminutive comme Johnny, Jeannot, Juanito.
Il semble y avoir eu confusion entre Yannig d'une part, et Janig (également Janick), prénom breton féminin, issu de Jeanne.
La forme Yanic ou Yanik n'est utilisée qu'au Québec.